# Prescot
Prescot är en stad och en civil parish i Knowsley i Merseyside i England. Orten har 11 326 invånare (2011).